# Bolbaffroides validus
Bolbaffroides validus es una especie de coleóptero de la familia Geotrupidae.

## Distribución geográfica
Habita en Arabia, Níger, Etiopía, Chad y Sudán.